# Rechenstäbchen
Rechenstäbchen und Rechenplättchen sind ein Rechenhilfsmittel. Sie wurden in der Vorschule und Grundschule zur Einführung in die Mengenlehre eingesetzt. Die Napier’schen Stäbchen (im deutschsprachigen Raum auch Nepper’sche Rechenstäbchen genannt) fanden noch bis in die 1920er Jahre als Hilfsmittel zur Multiplikation und Division Verwendung.

## Mengenlehre (Stäbchen und Plättchen)
Die verschiedenfarbigen Holz- oder Plastik-Stäbchen waren etwa 6 cm lang. Die Plättchen, die in den Grundschulen der BRD in den 1970er Jahren verwendet wurden, waren in vier Farben (rot, gelb, blau, grün), in drei Formen (rund, dreieckig, quadratisch, (rechteckig)), in zwei Größen (groß, klein) und mit zweierlei Oberflächen (rau, glatt) oder alternativ dünn oder dick vorhanden. Diese insgesamt 48 Plättchen, die auch Logische Blöcke genannt wurden, dienten unter anderem zur Darstellung von Mengenzugehörigkeiten, wie Teilmenge, Schnittmenge und Vereinigungsmenge. Sie gehörten zur Grundausstattung im Mathematikunterricht der Erstklässer und wurden im Rahmen der Lernmittelfreiheit an die Schüler ausgegeben.

## Napiersche Rechenstäbchen

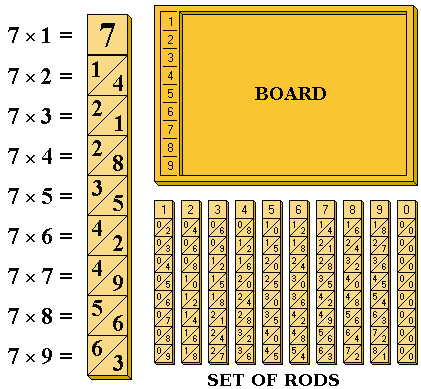
Napiersche Stäbchen

Die erste Multiplikationshilfe erfand der schottische Mathematiker Lord John Napier of Merchiston (1550–1617). Diese Stäbchen oder schmalen Streifen, welche von jeder der Zahlen 1–9 die Vielfachen vom Ein- bis Neunfachen in der Weise enthalten, dass die Einer schräg nach rechts unter den Zehnern stehen.
Mittels solcher Stäbchen kann man leicht multiplizieren, weil der Rechner die Vielfachen des Multiplikandus gleich abschreiben kann. John Napier hat diese Stäbchen beschrieben in der Schrift Rhabdologiae seu numerationis per virgulas libri duo (Edinburgh 1617).